# Arachnanthus australiae
Arachnanthus australiae är en korallart som beskrevs av Oscar Henrik Carlgren 1937. Arachnanthus australiae ingår i släktet Arachnanthus och familjen Arachnactidae. Inga underarter finns listade i Catalogue of Life.